# Гомрассен
Гомрассен (араб. غمراسن) — місто в Тунісі. Входить до складу вілаєту Татауїн. Знаходиться за 16 км від міста Татауїн. Станом на 2004 рік тут проживало 11 383 особи.